# Afir
Afir (în arabă أفير) este o comună din provincia Boumerdès, Algeria.
Populația comunei este de 13.223 de locuitori (2008).